# Tegnùe di Porto Falconera
Tegnùe di Porto Falconera este o arie protejată (arie specială de conservare — SAC, sit de importanță comunitară — SCI) din Italia întinsă pe o suprafață de 623 ha, integral marine.

## Localizare
Centrul sitului Tegnùe di Porto Falconera este situat la coordonatele 45°35′00″N 12°56′04″E / 45.5833°N 12.9344°E.

## Înființare
Situl Tegnùe di Porto Falconera a fost declarat sit de importanță comunitară în octombrie 2010 pentru a proteja 2 specii de animale. Situl a fost protejat și ca arie specială de conservare în iulie 2018.

## Biodiversitate
Situată în ecoregiunea continentală, aria protejată conține 1 habitat natural: Recifuri.
La baza desemnării sitului se află mai multe specii protejate:
- mamifere (1): delfin mare (Tursiops truncatus)
- reptile (1): Caretta caretta

Pe lângă speciile protejate, pe teritoriul sitului au mai fost identificate 23 de specii de nevertebrate, 15 specii de pești.